# Retrato Falado de uma Mulher sem Pudor
Retrato falado de uma mulher sem pudor, é um filme brasileiro de 1982, dirigido por Jair Correa e Hélio Porto e com trilha sonora de Egberto Gismonti.

## Sinopse
Policial investiga o assassinato de uma modelo famosa.

## Elenco
- Monique Lafond .... Paula Marcondes
- Paulo César Pereio .... Abdel Azis Camel
- John Herbert .... Johnny Gravatinha
- Jonas Bloch .... Cacá Salles
- Gessy Fonseca .... Ana Maria
- Serafim Gonzalez .... Leopoldo Bergson
- Nicole Puzzi .... Jandira
- Imara Reis .... Ana Maria
- Fúlvio Stefanini .... José Roldão
- Zélia Toledo .... Priscila
- Eduardo Abbas ... Lucas
- Luiz Carlos de Moraes .... Marcos Arruda
- Hélio Porto .... Sílvio Almeida
- Chico Martins
- (Produtores : Gelson Nunes e Silvio Torres)
- ( Produtora: Fita Filmes